# Stigmatomyces
Stigmatomyces H. Karst. – rodzaj grzybów z rzędu owadorostowców (Laboulbeniales). Grzyby mikroskopijne, pasożyty stawonogów, głównie owadów (grzyby entomopatogeniczne).

## Systematyka
Pozycja w klasyfikacji według Index Fungorum: Stigmatomyces, Laboulbeniaceae, Laboulbeniales, Laboulbeniomycetidae, Laboulbeniomycetes, Pezizomycotina, Ascomycota, Fungi.
Takson ten w 1902 r. utworzył Gustav Karl Wilhelm Hermann Karsten. Synonimy: Appendicularia Peck, 1885, Peckifungus Kuntze 1891.

## Gatunki
Index Fungorum w 2020 r. wymienia około 200 gatunków tego rodzaju. W Polsce ich występowanie jest jeszcze słabo zbadane. Tomasz Majewski, jedyny polski mykolog zajmujący się nimi na szerszą skalę, do 2003 r. wymienił 13 gatunków występujących w Polsce:
- Stigmatomyces baeri H. Karst. 1869
- Stigmatomyces biformis T. Majewski 1990[4]
- Stigmatomyces chthonicus Huldén 1983
- Stigmatomyces crassicollis Thaxt. 1917
- Stigmatomyces hackmanii Huldén 1983
- Stigmatomyces hydreliae Thaxt. 1900
- Stigmatomyces limosinae Thaxt. 1900
- Stigmatomyces micrandrus Thaxt. 1905
- Stigmatomyces minilimosinae T. Majewski 1990
- Stigmatomyces platensis Speg. 1917
- Stigmatomyces purpureus Thaxt. 1900
- Stigmatomyces subterraneus Huldén 1983
- Stigmatomyces trianguliapicalis T. Majewski 1972

Nazwy naukowe według Index Fungorum. Wykaz gatunków według T. Majewskiego.